# Paisaje minero de Cornualles y el oeste de Devon

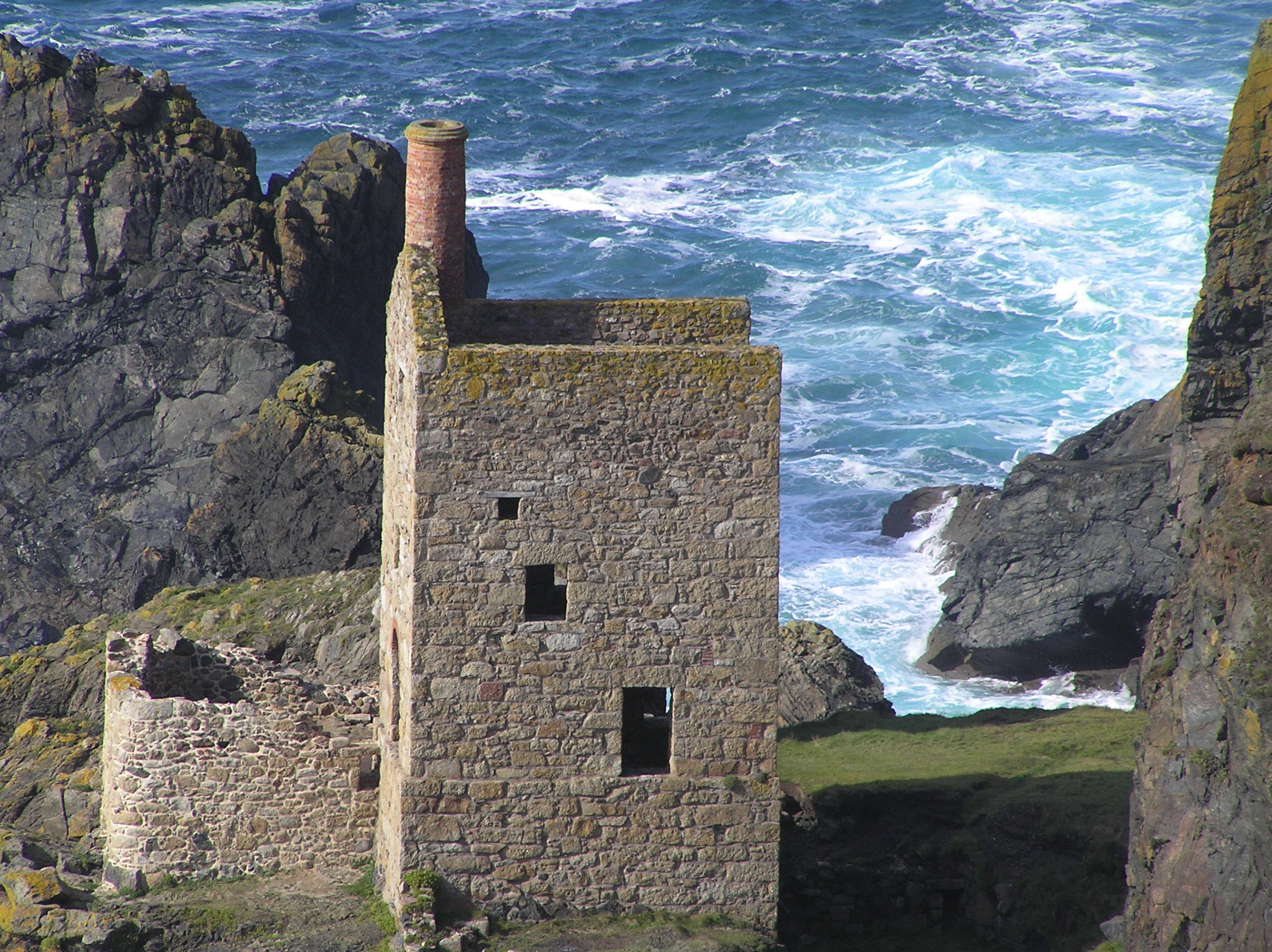
Crown Mines, Botallack.

El Paisaje minero de Cornualles y el oeste de Devon es un conjunto de minas y paisajes situados en Cornualles y el oeste de Devon en el suroeste del Reino Unido. Fue incluido por la Unesco en la lista del Patrimonio de la Humanidad en julio de 2006.

## Historia
Hasta la mitad del siglo XVI, Devon producía aproximadamente el 25-40 % del total de estaño de Cornualles pero la producción de mineral entre Devon y Cornualles durante este periodo era relativamente pequeña. A partir de 1540, la producción de Cornualles despegó dejando la producción de Devon entre el 9 y el 10 %.
Los paisajes de Cornualles y el oeste de Devon sufrieron una transformación radical durante los siglos XVIII y XIX con un aumento de la explotación minera de cobre y estaño. Esta transformación comprende minas subterráneas, talleres de máquinas, fundiciones, nuevas poblaciones, pequeñas empresas, puertos e industrias auxiliares que dotaron de dinamismo industrial y comercial a la zona. Este desarrollo permitió a la región producir dos tercios del cobre mundial.
A principios del siglo XIX, un número importante de mineros migraron yéndose a vivir y trabajar a otras comunidades mineras manteniendo las tradiciones locales. Este movimiento migratorio alcanzó su zenit a finales del siglo XIX.
La industria minera ya reducida continuó en Cornualles tras el desplome del cobre en la década de 1860 con la producción centrada en el estaño. La explotación minero metalífera finalizó en 1998 con el cierre de la mina de South Crofty en Pool, la última mina de estaño operativa en Europa.

## Zonas inscritas
La catalogación de Patrimonio de la Humanidad comprende pequeñas zonas unidas temáticamente entre sí en Cornualles y Devon. Las zonas (con el código de área) son:
- A1 - Distrito minero de St Just.
- A2 - Puerto de Hayle
- A3i - Distritos mineros de Tregonning y Gwinear
- A3ii - Trewavas
- A4 - Distrito minero de Wendron
- A5i - Distritos mineros de Camborne y Redruth
- A5ii - Wheal Peevor
- A5iii - Puerto de Portreath
- A6i - Distrito minero de Gwennap
- A6ii - Perran Foundry
- A6iii - Kennall Vale
- A7 - Distrito minero de St Agnes
- A8i - Valle de Luxulyan
- A8ii - Charlestown
- A9 - Distrito minero de Caradon
- A10i - Tamar Valley
- A10ii - Tavistock